# Archie (Missouri)
Pour les articles homonymes, voir Archie.
Archie est une ville du comté de Cass, dans le Missouri, aux États-Unis,. Située au sud du comté, elle est incorporée en 1952.

## Démographie
Lors du recensement de 2010, la ville comptait une population de 1 170 habitants. Elle est estimée, en 2016, à 1 206 habitants.

## Source de la traduction
- (en) Cet article est partiellement ou en totalité issu de l’article de Wikipédia en anglais intitulé « Archie, Missouri » (voir la liste des auteurs).